# Макаев, Ильдар Рашидович
Ильдар Рашидович Макаев (род. 18 августа 1982, СССР) — украинский игрок в мини-футбол. Выступал за сборную Украины по мини-футболу.

## Биография
Воспитанник запорожского футбола. В начале карьеры играл за запорожские клубы «Академия», «Сиал-Джет-Днепроспецсталь-2» и «Запорожкокс». В 2002 году Ильдар перебрался в киевский «Интеркас», где играл на протяжении пяти сезонов, а в 2005 году выиграл кубок Украины. Однако в 2007 году «Интеркас» прекратил существование. Вскоре после этого украинец перебрался в российский чемпионат, став игроком екатеринбургского клуба «ВИЗ-Синара».
Макаев не был сильно заметен в чемпионате России, однако сумел внести весомый вклад в победу екатеринбуржцев в Кубке УЕФА по мини-футболу сезона 2007/08. Он сумел отличиться забитыми мячами как в полуфинале, так и в финале турнира, забив соответственно казахстанскому «Кайрату» и испанскому «Эль-Посо». Ильдар являлся единственным иностранным игроком в составе европейских чемпионов.
В 2008 году Макаев вернулся в украинский чемпионат, став игроком львовского «Тайма». В его составе Ильдар стал двукратным чемпионом Украины и выиграл ещё один национальный кубок. Однако вскоре команда прекратила существование, а Макаев стал игроком другого львовского клуба — «Энергии», с которой выиграл чемпионат Украины по футзалу, а также дважды стал обладателем национального кубка.

## Сборная Украины
Ильдар Макаев дебютировал за сборную Украины по мини-футболу в январе 2008 года на Кубке Финпромко. А в конце года он поехал с ней на чемпионат мира, где отметился тремя забитыми мячами.

## Достижения
- Обладатель Кубка УЕФА по мини-футболу: 2007/08
- Чемпион Украины по мини-футболу (3): 2008/09, 2009/10, 2011/12
- Обладатель Кубка Украины по мини-футболу (5): 2004/05, 2009/10, 2010/11, 2011/12, 2012/13